# Lost on the Road to Eternity
Lost on the Road to Eternity je dvacáté studiové album anglické skupiny Magnum. Vydáno bylo 19. ledna roku 2018, kdy jej uvede společnost SPV/Steamhammer. Jde o první album kapely s novými členy, sice klávesistou Rickem Bentonen a bubeníkem Lee Morrisem. Jako host se na albu představil německý zpěvák Tobias Sammet, konkrétně v písni „Lost on the Road to Eternity“. Autorem obalu alba je Rodney Matthews.

## Seznam skladeb
1. Peaches and Cream
2. Show Me Your Hands
3. Storm Baby
4. Welcome to the Cosmic Cabaret
5. Lost on the Road to Eternity
6. Without Love
7. Tell Me What You’ve Got to Say
8. Ya Wanna Be Someone
9. Forbidden Masquerade
10. Glory to Ashes
11. King of the World

## Obsazení
- Tony Clarkin – kytara
- Bob Catley – zpěv
- Al Barrow – baskytara
- Rick Benton – klávesy
- Lee Morris – bicí
- Tobias Sammet – zpěv